# Calymperes afzelii
Calymperes afzelii là một loài rêu trong họ Calymperaceae. Loài này được Sw. mô tả khoa học đầu tiên năm 1818.